# منطقة رانشي
رانشي رمزها «RA» (بالإنجليزية: Ranchi)‏ ، هو تقسيم إداري لدولة الهند تتبع ولاية جهارخاند (بالإنجليزية: Jharkhand)‏ ، مركزها هو مدينة رانشي (بالإنجليزية: Ranchi)‏ عدد سكانها حسب تعداد سنة 2001 هو 2,783,577 ، مساحتها 7,974 كم² وكثافة السكان 349 لكل كم² .